# 112 Ukraine
 (avril 2019).
Si vous disposez d'ouvrages ou d'articles de référence ou si vous connaissez des sites web de qualité traitant du thème abordé ici, merci de compléter l'article en donnant les références utiles à sa vérifiabilité et en les liant à la section « Notes et références ».
112 Ukraine (en ukrainien « 112 Україна ») est une chaîne privée d’information ukrainienne qui diffuse en direct depuis 2013. Elle couvre 75 % du territoire de l’Ukraine. La chaîne est diffusée sur le réseau numérique terrestre DVB-T2, ainsi que sur les satellites AMOS-2/3/7 et Astra 4A et fonctionne en direct 24 h sur 24.
La licence de satellite pour 112 Ukraine est émise le 22 août 2013. Les sociétés détenant des licences numériques ont été fusionnées avec des sociétés de 112 Ukraine le 16 août 2014.

## Histoire de la chaîne
Cette chaîne d’information est lancée dans un délai de 4 mois pour développement, la fourniture d’équipements, la conception d’espaces de bureaux, les solutions de programmation et l'optimisation des activités.
Le 26 novembre 2013, la présentation de 112 Ukraine a lieu et le 28 novembre 2013, la nouvelle chaîne de télévision apparaît sur les écrans ukrainiens.
En août 2014, 112 Ukraine établi leur propre bureau de correspondance à Bruxelles, en Belgique. Au cours de sa période de diffusion, Ukraine 112 organise des liaisons en direct avec la Crimée, Moscou, Vilnius, Lviv et la Malaisie. De même, le marathon télévisé de 20 h a lieu durant les élections à Verkhovna Rada.
Plus de 1 000 personnes sont invitées par la chaîne de télévision ukrainienne, parmi lesquelles des hommes politiques, des experts, des personnalités publiques et des personnalités de la culture.
En 2015, 112 Ukraine est classée au premier rang des chaînes de télévision d'information ukrainiennes, après avoir devancé des chaînes de télévision telles que la 5 et la « 24 ».
Concernant les résultats du Comité de la télévision industrielle de l'Ukraine, 112 Ukraine se classe à la 9e place parmi les chaînes de télévision ukrainiennes. En décembre 2018 la chaîne devient la propriété de Taras Kozak.
Le siège de la chaine est attaqué au lance-grenade en juillet 2019, après avoir annoncé son intention de diffuser un documentaire comportant une interview du président russe Vladimir Poutine.
Le 2 février 2021 la chaîne fait l'objet d'une fermeture administrative après une enquête du Conseil de défense et de sécurité nationale d'Ukraine

## Programmes présents sur la chaîne
Ci-dessous, la liste des principaux programmes :
- Nouvelles (Новости 112) ;
- Politique pure (Чистая политика) ;
- Les gens (Люди. Hard talk.) ;
- Journal militaire (Военный дневник) ;
- Jour. Fait en Ukraine (День. Made in Ukraine) ;
- Semaine (Неделя) ;
- 112 minutes (112 минут) ;
- Bureau du Procureur du Peuple (Народная прокуратура) ;
- Talk-show social et politique (Общественно-политическое ток-шоу).

## Présentateurs de la chaîne
Ci-dessous, la liste des principaux présentateurs de la chaine :
- Andriï Roudyï (Андрій Рудий) ;
- Kateryna Romaniouk (Катерина Романюк) ;
- Oleksiï Ananov (Олексій Ананов) ;
- Volodymyr Andriïevskyï (Володимир Андрієвський) ;
- Youriï Bibik (Юрій Бібік) ;
- Natalia Vlachtchenko (Наталія Влащенко) ;
- Youlia HalOuchka (Юлія Галушка) ;
- Vasyl Holovanov (Василь Голованов) ;
- Serhiï Houlyuk (Сергій Гулюк) ;
- Kateryna Joukova (Катерина Жукова) ;
- Vadym Karpyak (Вадим Карпьяк) ;
- Svitlana Katrenko (Світлана Катренко) ;
- Inna Kertcha (Інна Керча) ;
- Viktoria Kioce (Вікторія Кіосе) ;
- Ivan Kostroba (Іван Костроба) ;
- Pavlo Koujeïev (Павло Кужеєв) ;
- Tigran Martirossian (Тігран Мартиросян) ;
- Tymur Miroshnichenko (Тимур Мирошниченко) ;
- Volodymyr Polouïev (Володимир Полуєв) ;
- Roksana Rouno (Роксана Руно) ;
- Yevheniia Skoryna (Євгенія Скорина) ;
- Anna Stepanets (Анна Степанець) ;
- Mykola Syrokvash (Микола Сирокваш) ;
- Violetta Trikova (Віолетта Трикова) ;
- Tetiana Khmelnytska (Тетяна Хмельницька) ;
- Vita Yevtouchyna (Віта Євтушина).